# Főzz élőben Gordon Ramsay-vel!
A Főzz élőben Gordon Ramsay-vel! brit főzőshow, a főszerepben Gordon Ramsay-vel. Eredetileg egyrészesre tervezték, a műsort sugárzó Channel 4 tévécsatorna később döntött a teljes évad mellett. Két karácsonyi különkiadás készült, 2011-ben és 2012-ben. A műsorban hírességekkel és élő adásban bejelentkező otthoni szakácsokkal együtt készítettek egy-egy teljes menüt. Az epizódokban Ramsay az alapanyagokhoz kapcsolódó tanulmányutakra is indult, például megtanult szusit készíteni egy japán étteremben.

## Formátum és kronológia
A műsor alapötletét bemutató pilot epizód a Big Food Fight részeként került adásba, ez egy televíziós promóció volt, amelyben Jamie Oliver, Hugh Fearnley-Whittingstall és Gordon Ramsay vállaltak szerepet. Ramsay élő adásban biztatta arra a nézőket, hogy készítsenek el egy háromfogásos menüt vele együtt, kevesebb, mint 60 perc alatt.  A recept (hozzávalók és elkészítési lépések) elérhetőek voltak a weboldalon, az online bekapcsolódó otthoni szakácsok mellett vendégként Chris Moyles főzött együtt Ramsayvel.
Az alapötletből később teljes, hét részes évad készült, 2008. október 24-én kezdték vetíteni.  Ramsay vezetésével minden héten elkészült egy-egy menü.
Az első évadot követően két karácsonyi különkiadás készült 2011-ben és 2012-ben A többórás különkiadásokban számos híresség közreműködésével készült egy-egy karácsonyi ételsor.

## Epizódok
| Évad | Premier            | # | Vendég          | Megjegyzések                                                                                           |
| ---- | ------------------ | - | --------------- | --- |
| 1    | 2008. október 24.  | 1 | Patsy Kensit    | Meleg kecskesajt saláta, lazac, rebarbarás-gyömbéres morzsa                                            |
| 1    | 2008. október 31.  | 2 | Johnny Vegas    | Olcsó háromfogásos menü: mentás zöldborsó vizitormával, lasagne, citromos-lime-os pohárkrém (syllabub) |
| 1    | 2008. november 7.  | 3 | Amanda Holden   | Angyalhaj-tészta rákkal, kacsamell portói és cherry szósszal, gyors tiramisu                           |
| 1    | 2008. november 21. | 4 | Kirstie Allsopp | Hetvenes éveket idéző menü: rákkoktél, sült hús konyakos mártásban, mandarinos sajttorta               |
| 1    | 2008. november 28. | 5 | James Corden    | Kínai konyha: csípős garnélarák-leves, serpenyős paprikás marhahús tésztával, sült banán               |
| 1    | 2008. december 5.  | 6 | Alan Carr       | Curry est                                                                                              |
| 1    | 2008. december 12. | 7 | Gok Wan         | Karácsonyi vacsora                                                                                     |

## Karácsonyi adások
Több olyan adás is készült, amely a karácsonyi menüt helyezte fókuszba. Az egyik ilyen adás az első évad utolsó része volt, amely normál, egyórás epizódként került adásba.
Ezen kívül készült két karácsonyi különkiadás, 2011-ben és 2012-ben. A 2011-es különkiadásban Ramsay saját otthonában, Battersea-ban készített karácsonyi menüt. A vendégek között feltűnt David Hasselhoff, Russell Grant, Jermain Defoe és Dynamo.
2012-ben is készült egy különkiadás, amelyben feltűnt Rylan Clark, Anthony Joshua, Nina Wadia, Jennifer Metcalfe és David Hasselhoff.
| Évad        | # | Vendég                                                                    | Megjegyzések       |
| ----------- | - | ------------------------------------------------------------------------- | ------------------ |
| Különkiadás | 8 | Dynamo Russell Grant David Hasselhoff Max Laird Ollie Locke Thelma Madine | Karácsonyi vacsora |
| Különkiadás | 8 | Rylan Clark Anthony Joshua Nina Wadia Jennifer Metcalfe David Hasselhoff  | Karácsonyi vacsora |

## Nemzetközi változatok
- Azonos néven készült egy egy epizódból álló amerikai verzió, szintén Ramsay-vel, a Fox sugározta 2009. december 15-én.[9]  A vendégek közt feltűnt Whoopi Goldberg, Cedric the Entertainer, Alyson Hannigan és LeAnn Rimes, Skype-on bejelentkező otthoni szakácsokkal együtt. Az elkészített háromfogásos menü azonos volt a brit verzió harmadik részében bemutatottal.
- 2008 szeptemberében – szintén Ramsay részvételével – bemutatkozott az ausztrál verzió a Nine Network adón.[10]
- A svéd változat Tina Nordström vezetésével 2009 szeptemberében mutatkozott be, Ramsay vendégként vállalt szerepet.[11]
- A spanyol változatot Cocina conmigo címmel sugározták a Nova csatornán 2013. február 24-én, a vezető séf Rodrigo de la Calle volt.[12]

## Fordítás
Ez a szócikk részben vagy egészben  a   Gordon Ramsay: Cookalong Live című angol Wikipédia-szócikk fordításán alapul.  Az eredeti cikk szerkesztőit annak laptörténete sorolja fel. Ez a jelzés csupán a megfogalmazás eredetét és a szerzői jogokat jelzi, nem szolgál a cikkben szereplő információk forrásmegjelöléseként.